# Redvers
Redvers (auch Reviers oder Revières) war eine Familie des normannischen Adels. Sie stammte ursprünglich aus Reviers im Calvados, doch gegen Ende des 11. Jahrhunderts lag der Schwerpunkt ihrer Besitzungen in der Normandie bei Néhou und Vernon. Während der Normannischen Eroberung kamen sie nach England. Als Unterstützer von König Heinrich I. wurde Richard de Redvers mit umfangreichen Besitzungen in Devon, Dorset, Hampshire belohnt, aus denen die späteren Honours von Plympton und Christchurch entstanden. Dazu ernannte er ihn zum Lord of the Isle of Wight. Richards Sohn und Erbe Baldwin de Redvers gehörte zu Beginn des Englischen Bürgerkriegs zu den wichtigsten Unterstützern von Heinrichs Tochter Matilda und wurde von ihr im Juni 1141 zum Earl of Devon erhoben. Seine Nachfolger blieben zwar bedeutende Adlige, doch keiner erreichte mehr seine Bedeutung. Durch frühe Tode und lange Minderjährigkeitsverwaltungen sank der Einfluss der Familie, die zudem die Güter in Südwestengland zugunsten der Isle of Wight vernachlässigten. Baldwin de Redvers, 7. Earl of Devon starb 1262 ohne männliche Nachkommen, so dass seine Tochter Isabella die Besitzungen erbte. Sie überlebte alle ihre Kinder und starb 1293. Der Großteil ihrer Besitzungen fiel an die Krone. 1335 wurde Hugh Courtenay, Lord of Okehampton, ein Nachfahre ihrer Großtante Mary de Redvers zum neuen Earl of Devon erhoben.

## Stammliste

### Ursprünge in der Normandie
1. NN de Reviers
  1. Baudoin de Reviers, 1060 bezeugt
    1. ? Richard de Reviers, siehe unten

  2. Guillaume de Reviers, 1060 bezeugt
  3. Richard de Reviers († 1060)

### Die Earls of Devon und Lords of the Isle of Wight
1. Richard de Redvers († 8. September 1107) seigneur de Reviers, Vernon und Néhou, zu Mosterton Manor in Dorset, gründet Abtei Montebourg, dort auch bestattet; ⚭ Adeline († 27. Mai nach 1156), Tochter von William Peverel dem Älteren und Adeline
  1. Baldwin de Redvers († 4. Juni 1155), Earl of Devon vermutlich 1141, gründet 1132 Quarr Abbey, dort auch bestattet; ⚭ Adelise
    1. Richard de Redvers († 21. oder 27. April 1162), Earl of Devon, Lord of the Isle of Wight, Sheriff of Devon, in Christchurch (früher Twynham), bestattet; ⚭ Denise († nach 1162), Tochter von Reginald de Dunstanville, 1. Earl of Cornwall, in Christchurch (Twynham) bestattet
      1. Baldwin de Redvers († 10. oder 28. Mai 1188), 1162 minderjährig, wohl 1185/86 Earl of Devon, Lord of the Isle of Wight; ⚭ Denise (* wohl 1173, † 1221), Erbtochter von Raoul, Prince de Déols, seigneur de Châteauroux, und Agnes de Charenton, sie heiratete in zweiter Ehe 1189 André de Chauvigny, sie wurde in Déols bestattet.
      2. Richard de Redvers († 19. August vor 1193), Earl of Devon, Lord of the Isle of Wight; ⚭ Emma/Gieva, Schwester von Robert de Pont-de-l’Arche

    2. Henry de Redvers
    3. William de Redvers, genannt William de Vernon († 8. oder 10. September 1217), Earl of Devon, Lord of the Isle of Wight, bestattet in Christchurch (Twynham); ⚭ Mabirie/Mabel († nach 1204), Tochter von Robert de Beaumont, Graf von Meulan (Haus Beaumont), und Maud von Cornwall.
      1. Baldwin de Redvers (* nach 28. April 1200, † 1. September 1216); ⚭ Margaret († kurz vor 29. September 1252), Tochter von Warin FitzGerold, und Alice, sie heiratete in zweiter Ehe Falkes de Bréauté, sie wurde in der Franziskanerkirche (Grey Friars), London, bestattet
        1. Baldwin de Redvers († 15. Februar 1244/45), 1239 Earl of Devon, Lord of the Isle of Wight, bestattet in Breamore Priory, Hampshire; ⚭ 1226 Amicia (* 27. Mai 1220, † kurz vor 21. Januar 1284), Tochter von Gilbert de Clare, Earl of Gloucester und Earl of Hertford, und Isabel Marshal, gründete Buckland Abbey, Devon, sie heiratete in zweiter Ehe Robert de Gynes
          1. Baldwin de Redvers (* 1. Januar 1235/36, † 1262, vor 13. September in Frankreich), Earl of Devon, Lord of the Isle of Wight, bestattet in Breamore Priory; ⚭ 1257 Margaret († kurz vor 14. Mai 1292), Tochter von Thomas I., Graf von Savoyen, sie heiratete in zweiter Ehe 1269 Sir Robert Aguillon of Watton, Hertfordshire († 15. Februar 1285/86)
            1. John de Redvers, † als Kind

          2. Isabel de Redvers (* Juli 1237, † 10. November 1293 Stockwell, Surrey), Countess of Devon, Lady of the Isle of Wight, bestattet in Breamore Priory; ⚭ William de Forz († 23. Mai 1260)
            1. John († vor 11. August 1260)
            2. Thomas (* 9. September 1253, † vor 6. April 1269), bestattet in der Franziskanerkirche (Black Friars) in Stamford
            3. William († Oxford), bestattet in der Franziskanerkirche (Black Friars) in Oxford
            4. Amice/Anice, bestattet in Meaux Abbey
            5. Aveline (* 20. Januar 1259, † 10. November 1274), bestattet in Westminster Abbey; ⚭ 8. oder 9. April 1269 Westminster Abbey Edmund Crouchback, 1. Earl of Lancaster (Haus Plantagenet)

      2. Mary de Redvers; ⚭ I. Pierre de Préaux (Haus Préaux); ⚭ II Robert de Courtenay of Okehampton (Haus Courtenay)
      3. Joan de Redvers, ⚭ William Brewer; zuvor war sie verlobt mit Hubert de Burgh, dem späteren Earl of Kent, doch kam die Ehe nicht zustande.

    4. Matilda de Redvers; ⚭ Anschetil de Greye
    5. Maud de Redvers, ⚭ Ralph de Avenel
    6. Alice de Redvers, ⚭ Roger II. de Nonant
    7. Hawise de Redvers, ⚭ Robert Castellan.
    8. Eva de Redvers, ⚭ Robert d’Oyly.

  2. Guillaume de Vernon, Erbe des Besitzes in der Normandie; ⚭ Lucy de Tancarville, Tochter von Guillaume I. de Tancarville und Matilda d’Arques (Haus Tancarville)
  3. Robert de Sainte-Mère-Église
  4. Hubert de Vernon
  5. Hadewise de Redvers, ⚭ William de Roumare, Earl of Lincoln († vor 1161)
2. ? Hugh, 1130 posthum als Onkel des Earl of Devon erwähnt
3. Adelisa, 1107 bezeugt